# 韋斯特切斯特 (印地安納州)
韋斯特切斯特（英語：Westchester）是位於美國印地安納州傑伊縣的一個非建制地區。該地的面積和人口皆未知，海拔高度为899英尺（274米）。